# William Eteki Mboumoua
William Aurélien Etéki Mboumoua (ur. 20 października 1933 w Douala, zm. 26 października 2016 w Jaunde) – kameruński dyplomata i minister.
W panującym przez wiele lat rządzie Ahmadou Ahidjo Mboumoua był szefem resortów oświaty narodowej (1961-1968) i spraw zagranicznych (1984-1987), sprawował ponadto urząd ministra bez teki (1978-1980). Od 1974 do 1978 obejmował stanowisko sekretarza generalnego Organizacji Jedności Afrykańskiej. Prezydent Kameruńskiej Wspólnoty Czerwonego Krzyża.